# Saint-Hilaire-de-Voust
Saint-Hilaire-de-Voust é uma comuna francesa na região administrativa da Pays de la Loire, no departamento de Vendéia. Estende-se por uma área de 18,86 km². Em 2010 a comuna tinha 602 habitantes (densidade: 31,9 hab./km²).